# Essonne
Essonne é um departamento da França localizado na região da Île-de-France. Sua capital é a cidade de Évry, e o seu nome provém do rio Essonne, que o atravessa.

## Toponímia
O nome do rio do Essonne se origina do nome da deusa gaulesa dos rios, Acionna, venerada no Orleanês, onde o curso de água nasce. Na criação do departamento em 1964, foi decidido que ele iria levar o nome do rio que atravessa seu território do sul ao norte até a confluência com o Sena em Corbeil-Essonnes. O mesmo nome também foi encontrada em o nome do local da antiga cidade de Essonnes e como uma extensão de várias comunas do departamento: Ballancourt-sur-Essonne, Boutigny-sur-Essonne, Courdimanche-sur-Essonne, Gironville-sur-Essonne, Guigneville-sur-Essonne, Prunay-sur-Essonne e Vayres-sur- Essonne.

## História
- 1964 (lei do 10 de julho) : decidida a criação do departamento de Essonne, seus limites (parte sul do antigo departamento de Seine-et-Oise).
- 1965 (decreto de 25 de fevereiro) : a capital do departamento é Évry
- 1967 (decreto de 20 de julho) : criação dos 27 cantões de Essonne.
- 1968 (1 de janeiro) : criação oficial do departamento de Essonne e início do conselho geral eleito em 1967.
- 1975 (decreto de 25 de novembro) : o número de cantões passa a ser de 35.
- 1985 (decreto de 23 de janeiro) : o número de cantões passa a ser de 42.

## Administração

### Presidentes
- Pierre Prost de 1967 a 1976
- Robert Lakota de 1976 a 1982
- Jean Simonin de 1982 a 1988
- Xavier Dugoin (RPR) de 1988 a 1998
- Michel Berson (PS) desde 1998